# Giacomo Baiamonte
Giacomo Baiamonte (Palermo, 31 dicembre 1938) è un politico italiano.
Laureato in medicina e chirurgia, docente universitario, è attualmente esponente di Forza Italia. È stato eletto alla Camera dei deputati nel 1994, e poi riconfermato nelle tre successive legislature, col sistema proporzionale nella circoscrizione Sicilia-1.